# 3-噻吩亚甲基丙二腈
3-噻吩亚甲基丙二腈是一种有机化合物，化学式为C8H4N2S。它可由噻吩-3-甲醛和丙二腈在哌啶催化下于乙醇中反应制得。它和亚磷酸二乙酯反应在纳米氧化锌催化下反应，可以得到P-[2,2-二氰基-1-(3-噻吩基)乙基]膦酸二乙酯。